# توماس آرمسترونغ
توماس آرمسترونغ (بالإسبانية: Tomás Armstrong)‏ هو رائد أعمال أرجنتيني، ولد في 1797، وتوفي في 1875.